# Walls and Bridges
Walls and Bridges é o quinto álbum de estúdio lançado por John Lennon, gravado entre junho e julho de 1974 e lançado em outubro do mesmo ano.
O álbum atingiu o primeiro lugar nos Estados Unidos ganhando disco de ouro e trouxe duas músicas de grande sucesso: "Whatever Gets You thru the Night" e "#9 Dream". Lançadas também em compacto.
Em 1974, John Lennon passou metade do ano bebendo com amigos e com a namorada May Pang. Separado de Yoko Ono, John estava vivendo em Los Angeles. No período, ele participou das gravações do álbum de Ringo Starr, Goodnight Vienna, gravou com o músico Elton John e produziu o álbum Pussy Cats de Harry Nilsson.
Para a gravação do seu novo álbum, Lennon chamou Elton John para participar da música "Whatever Gets You thru the Night". Em 28 de novembro do mesmo ano, quase um mês após o lançamento de Walls and Bridges, ele apareceu ao vivo em um show de Elton John no Madison Square Garden e cantou três músicas. Julian Lennon, filho de John com Cynthia Powell, gravou a bateria da música "Ya Ya" aos onze anos de idade.
Durante as gravações do álbum, Lennon e May Pang retornaram a Nova York e mudaram-se para uma cobertura onde os dois alegaram ter visto um OVNI.

## Faixas
Todas as canções de John Lennon.
Lado A
1. "Going Down on Love" – 3:54
2. "Whatever Gets You thru the Night" – 3:28
3. "Old Dirt Road" – (John Lennon/Harry Nilsson) – 4:11
  - Mais tarde Nilsson gravou uma versão para a música
4. "What You Got" – 3:09
5. "Bless You" – 4:38
  - Endereçada a Yoko, que estava saindo com o guitarrista David Spinozza
6. "Scared" – 4:36

Lado B
1. "#9 Dream" – 4:47
2. "Surprise, Surprise (Sweet Bird of Paradox)" – 2:55
3. "Steel and Glass" – 4:37
4. "Beef Jerky" – 3:26
  - Único instrumental de John a aparecer em um álbum solo seu
5. "Nobody Loves You (When You're Down and Out)" – 5:08
6. "Ya Ya" (Dorsey/Lewis/Robinson) – 1:06

## Posição nas paradas musicais
| Parada (1974–75)                       | Posição |
| -------------------------------------- | ------- |
| Australian Kent Music Report Chart     | 4       |
| Canadá RPM Albums Chart                | 1       |
| Danish Albums Chart                    | 7       |
| Dutch Mega Albums Chart                | 16      |
| Italian LP Chart                       | 11      |
| Japanese Oricon LP Chart               | 14      |
| Norwegian VG-lista Albums Chart        | 3       |
| Swedish Albums Chart                   | 6       |
| UK Albums Chart                        | 6       |
| Estados Unidos Billboard 200           | 1       |
| West German Media Control Albums Chart | 41      |

| Parada (1974)                     | Posição |
| --------------------------------- | ------- |
| Australian Albums Chart           | 26      |
| Canadian Albums Chart             | 17      |
| Parada (1975)                     | Posição |
| Canadian Albums Chart             | 44      |
| Estados Unidos Billboard Year-End | 84      |